# This Lonely Planet
This Lonely Planet (jap. 椿町ロンリープラネット, Tsubaki-chō Ronrī Puranetto [= Lonely Planet]) ist eine Manga-Serie der japanischen Zeichnerin Mika Yamamori, die 2015 bis 2018 in Japan erschien. Sie wurde auch ins Deutsche übersetzt und lässt sich in die Genres Romantik, Drama und Shōjo einordnen.

## Inhalt
Die Halbwaise Fumi Ohno lebt bei ihrem hoch verschuldeten Vater, bis dieser auf lange Zeit das Haus verlässt, um Geld zu verdienen. Wegen der Schulden ihres Vaters wird bald das Haus gekündigt und die Schülerin muss sich schnell eine Bleibe suchen. So kommt sie beim jungen Schriftsteller Akatsuki Kibikino unter, der sie als Haushaltshilfe anstellt. Doch so sehr sich Ohno auch anstrengt, der Mittzwanziger scheint ihre Mühen nicht zu würdigen. Sein ebenso junger Redakteur Goro Kaneishi dagegen ist von dem Mädchen angetan. Nach einiger Zeit und nachdem Ohno in die Bücher ihres Arbeitgebers hineingelesen hat, lernt sie ihn besser zu verstehen. Langsam gewöhnen sich beide aneinander und Herr Kibikino beschützt Ohno. Sie fühlt sich mehr und mehr behütet in ihrem neuen Zuhause und beide entwickeln Gefühle füreinander.

## Veröffentlichung
Die Serie erschien in Japan von Mai 2015 bis Dezember 2018 im Magazin Margaret. Der Verlag Shūeisha brachte die Kapitel auch in 14 Sammelbänden heraus. Der 9. Band verkaufte sich in den ersten drei Wochen nach Veröffentlichung über 150.000 mal und erreichte damit Platz 5 der wöchentlichen Manga-Verkaufscharts. Der 6. Band verkaufte sich über 230.000 mal und stand damit auf Platz 80 der meistverkauften Mangabände im ersten Halbjahr 2017.
Eine deutsche Fassung erschien von November 2017 bis Mai 2020 bei Kazé Deutschland mit allen 14 Bänden; die Übersetzung stammt von Dorothea Überall. Eine italienische Fassung kam bei Edizioni Star Comics heraus.